# Допоміжний елемент Справедливості
«Допоміжний елемент Справедливості» (англ. Ancillary Justice) — дебютний науково-фантастичний роман американської письменниці Енн Лекі, вперше опублікований у жовтні 2013 року, у жанрі феміністичної наукової фантастики. Відзначений низкою престижних нагород, зокрема премії Г'юго, Неб'юла та Локус. Роман відкриває цикл під назвою «Імперська Радч» (англ. Imperial Radch), у якому вийшло ще 2 романи: «Ancillary Sword» та «Ancillary Mercy».

## Сюжет
Дія роману відбувається у далекому майбутньому. Практично усі колонії Землі, про існування яких було практично забуто, об'єднані в імперію під назвою Радч, під керівництвом Анаандер Міанаай. Військові кораблі майбутнього керуються офіцерами, а для решти робіт використовуються тіла зайвих людей із «цивілізованих» імперією планет («ancillaries»), у яких повністю стерта особистість, замість якої завантажено копію штучного інтелекту корабля. Усі тіла постійно знаходяться у підключенні з бортовим комп'ютером, який керує ними. Проте кожне тіло зберігає деяку індивідуальність та навіть набуває ряд звичок.
Головна героїня роману була частиною корабля «Справедливість Торена», але його було знищено, й вижило лише одне тіло з кодовим номером 1-Еск-19. Зараз вона використовує ім'я Брек. При цьому у мові радчаай відсутній граматичний рід до ступеня, що не робиться відмінності людей за статтю: Брек для всіх використовує жіночий займенник і майже не розуміє різниці між чоловіками та жінками. У ході оповіді Брек намагається з'ясувати, хто винен у загибелі корабля і зробити неможливе — вбити безсмертного імператора, у якої тисячі тіл.

## Нагороди та номінації
Нагороди
- 2013: Неб'юла, номінація «Найкращий роман»[3]
- 2013: Кітчіс, номінація «Золотий мацак (дебютний роман)»[3]
- 2014: Премія Британської асоціації наукової фантастики, номінація «Найкращий роман»[3]
- 2014: Премія Артура Кларка, номінація «Найкращий роман»[3]
- 2014: Г'юґо, номінація «Найкращий роман»[3]
- 2014: Локус, номінація «Найкращий дебютний роман»[3]

Номінації
- 2013: Меморіальна премія Джеймса Тіптрі-молодшого[3]
- 2014: Меморіальна премія імені Філіпа К. Діка, номінація «Найкраща НФ-книга у США»[3]
- 2014: Меморіальна премія імені Комптона Крука / Compton Crook/Stephen Tall Memorial Award, 2014 // Дебютний роман[3]
- 2014: Меморіальна премія імені Джона Кемпбелла, номінація «Найкращий НФ-роман»[3]
- 2014: Британська премія фентезі, Премія ім. Сіднея Дж. Баундса найкращому дебютанту[3]